# Kabouterhoningzuiger
De kabouterhoningzuiger (Cinnyris minullus; synoniem: Nectarinia minulla) is een zangvogel uit de familie Nectariniidae (honingzuigers).

## Verspreiding en leefgebied
Deze soort telt 2 ondersoorten:
- C. m. amadoni: Bioko.
- C. m. minullus: van Sierra Leone en Liberia tot Oeganda, Congo-Kinshasa en Gabon.